# Petelei István (író)
Petelei István (Marosvásárhely, 1852. szeptember 13. – Kolozsvár, 1910. január 5.) erdélyi magyar szépíró, hírlapíró. Életművét nagyban meghatározta a korszak, amelyben élt: a 19. század utolsó harmadában és a századfordulón a szépírói pálya összefonódott az újságírói hivatással.

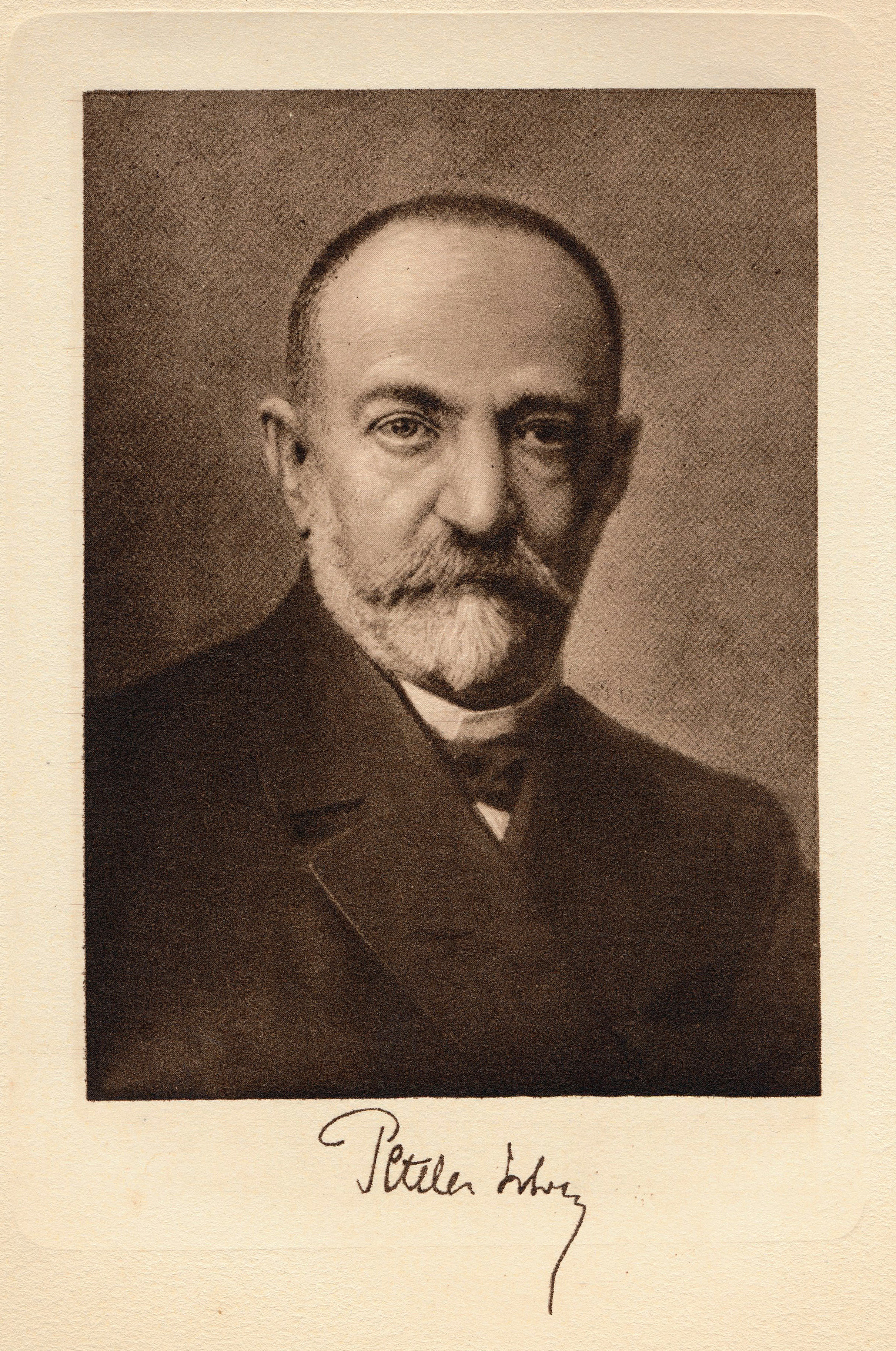
Petelei István arcképe és aláírása

## Élete
Az erdélyi örmény Petelei  / Peteláczhi  család leszármazottja. Apja Petelei István, jómódú kereskedő, aki igyekezett gyermekeinek jó neveltetést biztosítani. Édesanyja, Istvánfi Mária a műveltséget, különösen a muzsikát szerettette meg gyermekeivel, akik zenei oktatásban is részesültek.
Petelei iskoláit Marosvásárhelyen kezdte, majd Kolozsváron, a római katolikus gimnáziumban töltött három évet, ahol az önképzőkör lelkes tagja volt (szavalt, irodalmi dolgozatokat készített). A városi konzervatóriumban hegedülni tanult. Megromlott egészsége miatt azonban hazatért szülővárosába, majd megerősödve Székelyudvarhelyen folytatta tanulmányait. Pályaválasztásban sokáig bizonytalan volt. Eleinte a papi hivatás, majd a zenei pálya vonzotta.
1872-ben érkezett Pestre, ahol a bölcsészkarra, történelem tanári szakra iratkozott be. Irodalmi, nyelvészeti, történelmi és művelődéstörténeti előadásokat hallgatott olyan kiemelkedő előadóktól, mint Toldy Ferenc, Budenz József vagy Salamon Ferenc. Professzora, Rómer Flóris tanulmányai végeztével állást ajánlott neki a Nemzeti Múzeumban, ő azonban hazatért, hogy szűkebb hazájában, Erdélyben helyezkedjen el történelemtanárként. Tanári pályára mégsem lépett.
1877 és 1880 között szülei házában, Marosvásárhelyen élt. Ebben az időszakban jelentek meg első publikációi – történelmi és művelődéstörténeti tanulmányok –, melyeket az Erdélyi Híradóban, és a Századokban, a Történelmi Társulat lapjában közölt. Első, Petelei István névvel jegyzett szépirodalmi alkotása (Klasszi) 1878 áprilisában jelent meg, szintén az Erdélyi Híradóban. Már ebben az évben több rajzzal (Kaleidoszkóp, Nehéz úrnak lenni, Klasszi) jelentkezett a budapesti kiadású, Ágai Adolf szerkesztette Magyarország és a Nagy Világban is. 1879-től nem írt több művelődéstörténeti dolgozatot, viszont egyre több novelláját, rajzát közölték budapesti lapok (Vasárnapi Ujság, Pesti Napló).
1880 őszén Kolozsvárra költözött, és a Kelet című napilap munkatársa lett. A lapban közel félszáz írása jelent meg: cikkek, csevegések (tárcák), riportok, színházi és zenei tárgyú közlemények, fővárosi és vidéki beszámolók, rajzok, elbeszélések. Publicisztikáit gyakran Szúnyog álnéven közölte.
1882-ben jelent meg első kötete a Révai Testvérek kiadásában: Keresztek (Tíz rajz). A kötet kiadásával és rendszeresen megjelenő szépirodalmi publikációval (Pesti Hírlap, Magyar Hírlap, Pesti Napló, Vasárnapi Ujság, Magyar Szemle, Budapesti Szemle, Magyar Salon, Nemzet) már ismert íróként foglalta el 1882 márciusától a Kolozsvári Közlöny segédszerkesztői székét, valójában azonban ő szerkesztette a lapot. 1886-ban két újabb kötete jelent meg: A fülemile, egy hosszabb elbeszélés Singer és Wolfner Regénytárában, illetve Az én utczám címmel újabb novellagyűjtemény.
A Kolozsvári Közlöny 1886 végén megszűnt. Megszűntével egyidejűleg indult viszont a Kolozsvár, amelynek Petelei lett a főszerkesztője. A lap 1887–1897-ig jelent meg. Petelei főszerkesztői korszaka az 1886. december 25-ei első megjelenéstől 1891. október 1-jéig tartott. Lapjába a vezércikkek, politikai cikkek és publicisztikák mellett színházi és zenei kritikákat, csevegő tárcákat írt, és nagy számban jelentek meg rajzai és hosszabb elbeszélései. Saját lapjában, folytatásokban adta közre egyetlen regényét is (Egy asszonyért).
1888 szeptemberében megházasodott. A szintén kereskedőcsaládból származó, művelt Korbuly Irmát vette feleségül, aki élete végéig segítőtársa lett. (Petelei feleségét Zsuzsikának szólította.) Házasságuk Petelei nagy bánatára gyermektelen maradt. 1891-ben súlyosbodó idegbetegsége miatt lemondott a főszerkesztőségről, visszavonult az újságírói pályától. Szülővárosában, Marosvásárhelyen vett házat, de gyakran tartózkodott Remeteszegen és Szovátán is. Amint egészsége engedte, novellákat továbbra is közölt, főleg budapesti lapokban. 1893 és 1905 között öt újabb novelláskötete jelent meg (Jetti, Felhők, Vidéki emberek, Az élet I-II.).
Szépírói, újságírói tevékenysége mellett irodalomszervezőként is működött. Tagja volt a Petőfi Társaságnak. Kolozsvári évei alatt az Erdélyi Irodalmi Társaság elnöke, 1896-ban pedig az újjáéledő Kemény Zsigmond Társaság elnöki tisztét vállalta, s rövid időre mindkét társaságot felvirágoztatta. 1908-tól teljesen elhatalmasodott rajta betegsége, nem írt többé. 1910 elején, a kolozsvári idegklinikán halt meg.

## Művei
Petelei István szépirodalmi írásait fővárosi és vidéki hírlapokban, hetilapokban publikálta. Novelláiból életében nyolc kötetet rendezett össze. Sok szépirodalmi írása mai napig kiadatlan, csak a korabeli újságokban fellehető.

### Novelláskötetek
A szerző életében megjelent kötetek:
- Keresztek. Tíz rajz; Révai, Bp., 1882 – MEK online

Árva Lotti, Az én szomszédom, Hogyan édesgetik Bogba a legyeket, A nagyapó, Klasszi, Ledőlt oszlopok, Szikra a homályban, A dudarfalvi pap, A Majom Anti karácsonya, Emlékek
- Az én utcám; Pallas, Bp., 1886 – MEK online

Őszi napsugár, Szeret, Patakiék és a néni, A Rácz boglánról, Klára az anya, Sugár, a buba, A porkorum inspektor, Kati, Két gyermekről, A kapu be van zárva, Máli, Rossz vásár
- A fülemile; Singer-Wolfner, Bp., 1886 (Egyetemes regénytár I.), és Fapadoskonyv.hu (2009) ISBN 9789632994390
- Jetti. Képek, történetek; Singer-Wolfner, Kolozsvár, 1893 – MEK online

Jetti, A nagyasszony, Alkonyat, A vén nemes, Búcsú, Bimbó fakadás, Az öreg legény, Mátyás, a szabó, A fehér galamb
- Felhők. Elbeszélések; Franklin, Bp., 1897 – MEK online

Felhők, Menekvés, A becsület, A fal, Az óra, A csomók, A könyörülő asszony, A székek, A felszerelés, Lobbanás az alkonyatban, A játék
- Vidéki emberek; Athenaeum, Bp., 1898 (Az Athenaeum olvasótára) – MEK online

A Nagy Lidi ura, Ö.T.O., Esős alkony, Az Eliz nevenapja, Kaland, A tarvásári bucsu, A birtyóka, Elkésett, „A szigetvári vértanúk”, Az édes anya, Két fehérnép, Kis leány baja
- Az élet. Történetek, képek, 1-2.; Franklin, Bp., 1905 (Magyar írók aranykönyvtára) – MEK online

A nagyapó, A gyehenna, A kis Gáspárovics, Elítélve, Jer édes, a karomba, Csifó frájter és a lova, A tavasz, Az uram, Honvágy, Az anya kicsiben, Levele érkezett a kisasszonynak, A tudatlan madár, Az irgalmas ember, A kígyó a paradicsomban, Az édes anya, Mayer, a zsidó suszter, Görög Trátyi és az apja, Az óra, Levél haza
Online elérhetőség
- Az élet II. (1905):

A fehér ház, Nehéz éjszaka, A Demmel felesége, Egy kis fiú története, Játék, Egy asszony története, Az ördög, Az utolsó levél, A bibliás ember, Őszi éjszaka, A folt, Bucsújárás, A tolvaj
Online elérhetőség

### Posztumusz kötetek
- Elbeszélések, 1-2.; Erdélyi Irodalmi Társaság, Kolozsvár, 1912[2]
- Egy asszonyért. Regény; Haladás, Cluj-Kolozsvár, 1924
- A csíkos szőttes. Petelei István elbeszélései az erdélyi életből; bev. Szentimrei Jenő; Ágisz, Braşov, 1937 (Hasznos könyvtár. Közművelődési sor)[3]
- A fülemüle; bev. Szentimrei Jenő; Új Idők, Bp., 1943 (Új egyetemes regénytár)
- Lobbanás az alkonyatban. Válogatott elbeszélések és rajzok; bev., vál., jegyz. Bisztray Gyula; Szépirodalmi, Bp., 1955
- Válogatott elbeszélések (Marosvásárhely, 1955)
- A kakukkos óra. Válogatott novellák; vál., bev., jegyz. Máthé József; Irodalmi, Bukarest, 1969
- Petelei István irodalmi levelezése; sajtó alá rend. Bisztray Gyula; Kriterion, Bukarest, 1980 (Romániai magyar írók)
- A tiszta ház; vál., szöveggond. Ugrin Aranka; Szépirodalmi, Bp., 1981 (Kiskönyvtár)
- A jutalom. Novellák; vál., előszó, függelék Kozma Dezső; Dacia, Kolozsvár-Napoca, 1986
- Gozsdu Elek–Petelei István–Bródy Sándor: Nemes rozsda. Válogatott elbeszélések; Interpopulart, Szentendre, 1995 (Populart füzetek)
- Gát a lejtőn. Novellák, levelek; vál., előszó Nagy Pál; Impress, Marosvásárhely, 2001
- Őszi éjszaka Petelei István válogatott művei; vál., jegyz. Pozsvai Györgyi; Anonymus, Bp., 2002
- "Csak egy szabályunk van: igazat kell írni!". Petelei, a hírlapíró és lapszerkesztő; vál., előszó Kozma Dezső; Örmény Kisebbségi Önkormányzat, Budaörs, 2002 (Magyar-örmény könyvtár) ISBN 963 202 890 2
- Gozsdu Elek–Petelei István–Bródy Sándor: Nemes rozsda. Válogatott elbeszélések; Népszabadság Könyvek, Bp., 2007 (A magyar irodalom remekei II. sorozat)
- Petelei István összes novellái, 1-2.; sajtó alá rend. Török Zsuzsa; Kossuth Egyetemi, Debrecen, 2007–2014
  - Szerzői kötetek
  - Sajtómegjelenések és kéziratok, 1878–1906
- Búcsújárás; vál., szerk. Hunyadi Csaba Zsolt; Lazi, Szeged, 2009
- Lobbanás az alkonyatban. Novellák; szerk. Csatlós Erzsébet; Corvin, Déva, 2010
- A gyermek. Kötetben meg nem jelent elbeszélések; Concord Media Jelen, Arad, 2013
- Válogatott novellák; szerk. Fekete Vince; Hargita, Csíkszereda, 2014 (Székely könyvtár)
- Egy asszonyért. Regény. Forráskiadás; sajtó alá rend., bev. Török Zsuzsa; Reciti, Bp., 2015 (ReTextum) – MEK online

## Emlékezete
- Nem túl mozgalmas élete gazdag hagyatékot bízott ránk. Kortársai az írók írójának nevezték.
- Marosvásárhelyen a katolikus temetőben helyezték örök nyugalomra. Sírboltjára a maga szövegezte felirat került:[4]

„Lelje fel ott túl mindazt a szépet és jót, amiről itt életében álmodott.”

- Szovátán róla nevezték el a helyi irodalmi kört.